# لرد جرج براون
لرد جرج براون (به انگلیسی: George Brown) (زاده ۲ سپتامبر ۱۹۱۴ – مرگ ۲ ژوئن ۱۹۸۵) عضو هیئت مشاورین سلطنتی، سیاست‌مدار عضو حزب کارگر (بریتانیا)، معاون رهبر حزب کارگر، وزیر سابق امور خارجه و اقتصاد در کابینهٔ هارولد ویلسون بود. براون بعد از این‌که به عنوان یک مقام رسمی در اتحادیه کارگران حمل و نقل و عمومی بریتانیا مطرح شد تصمیم گرفت به فعالیت‌های سیاسی رو بیاورد و عنوان رهبر اصلی حزب کارگر را از آن خود کند.

## فعالیت‌های سیاسی
جرج براون در ۱۹۴۵ به عنوان نمایندهٔ بلپر وارد پارلمان بریتانیا شد. در انتخابات رهبری حزب کارگر از هارولد ویلسون شکست خورد و کماکان در سمت معاونت حزب کارگر باقی‌ماند. زمانیکه ویلسون، نخست‌وزیر سابق بریتانیا، کابینهٔ خود را در ۱۹۴۶ تشکیل داد، جرج براون به عنوان اولین وزیر، وزیر اقتصاد دولت و متعاقباً معاونت نخست‌وزیری ویلسون منصوب شد. مهم‌ترین عمل‌کرد براون در دوران تصدی وزارت اقتصاد ارائه طرح ملی (به انگلیسی: National Plan) برای احیا دوبارهٔ وضعیت اقتصادی کشور بود. ارائه این طرح باعث مطرح شدن و افزایش محبوبیت او در بین اعضای حزب کارگر شد. در ۱۶ سپتامبر ۱۹۶۵ از این طرح که روند آماده‌سازی آن تقریباً یک سال طول کشید، رونمایی شد. براون با این طرح متعهد شد که برای مدت ۵ سال مسئولیت تمامی جنبه‌های توسعهٔ اقتصادی بریتانیا را بر عهده گیرد. علی‌رغم این‌که طرح ملی مشخصاً ۳۵ مورد از اصلاحات اقتصادی را بیان کرده بود و باعث افزایش ۲۵٪ تولید ناخالص داخلی گردید اما در آن نقاط ضعف و ابهام فراوانی وجود داشت.

براون به دلیل اختلاف نظرهای وسیع با ویلسون در مسائل اقتصادی نتوانست این طرح را ادامه دهد و تقاضای استعفای خود را از این سمت به او تقدیم کرد. ویلسون تقاضای استعفا او پذیرفت و با رایزنی‌های صورت گرفته او را متقاعد کرد که سرپرستی وزارت خارجه کابینه‌اش را بر عهده گیرد. براون پس از پذیرش سمت جدید تمامی تلاش خود را معطوف طرح ناموفق عضویت بریتانیا در جامعه اقتصادی اروپا کرد. هم‌چنین تلاش‌های فراوان او در برقراری و بهبود صلح در ویتنام با شکست مواجه شد. براون به دلیل بروز مشکلات اخلاقی، سر و سامان دادن به وضعیت متزلزل مالی خود و هم‌چنین در اعتراض به عدم مشورت هارولد ویلسون در مسائل مربوط به سیاست خارجی بار دیگر از مقام خود کناره‌گیری کرد.
بروان مجدداً در سمت معاون حزب کارگر ابقا شد اما در جریان انتخابات عمومی ۱۹۷۰، کرسی نمایندگی خویش در حوزه انتخابیهٔ بلپر را از دست داد و به رقیب محافظه کارش، جفری استوارد اسمیت واگذار کرد. او در یک مصاحبهٔ کوتاه پس از مشخص شدن نتایج گفت: «کرسی نمایندگی حوزهٔ انتخابیهٔ خود را به حزب محافظه‌کار قرض می‌دهد.» در سال ۱۹۷۰ زندگی‌نامه خود را با عنوان در راه من چاپ کرد. هنگامی که هارولد ویلسون در ۱۹۷۴ بار دیگر دولت تشکیل داد، از او برای حضور در کابینه دعوت به عمل نیاورد. براوان برای گذران زندگی خود در یک شرکت پارچه‌بافی و چند شرکت دیگر مشغول به کار شد. او در اعتراض به قانون مصوب پارلمان بریتانیا مبنی بر عضویت اجباری در اتحادیه‌های کارگری از سمت معاوت حزب کارگر هم استعفا داد. در ۱۹۸۲ به حزب جدایی‌طلب سوسیال دموکرات پیوست. شهرت عمومی وی اغلب به واسطهٔ رفتارهای عجیب و زیاده‌روی در نوشیدن الکل بسیار تضعیف شد. در نزدیکی زمان مرگش عقاید مذهبی خود را از کلیسای انگلیکان کاتولیک به کلیسای کاتولیک تغییر داد. لرد جرج بروان که کبدش بر اثر مصرف زیاد الکل آسیب دیده بود سرانجام در ۲ ژوئن ۱۹۸۵ در اثر سکته درگذشت.

## نخست وزیری بختیار و خروج شاه از کشور
شاه‌ در کتاب‌ پاسخ‌ به‌ تاریخ‌ می‌نویسد‌: بالاخره‌ من‌ بعد از ملاقات با لرد جورج ‏‎ ‎‏براون‌ تصمیم گرفتم که‌ بختیار را منصوب کنم. او وزیر خارجه‌ سابق‌ بریتانیا در دولت‌ ‏‎ ‎‏کارگری‌ بود. با هم‌ دوستی‌ قدیمی‌ داشتیم. در این‌ ملاقات‌ او دستهای‌ مرا گرفت‌ و به‌ ‏‎ ‎‏من‌ اصرار کرد که‌ کشور را ترک‌ کنم. و گفت که‌ یکی ـ دو ماهی‌ مرخصی‌ برو. لرد ‏‎ ‎براون‌ شدیداً از بختیار حمایت می‌کرد.

## همکاری با بختیار و اویسی در تشویق صدام برای حمله به ایران
گزارش سری دیوید میرز مسئول بخش خاورمیانه وزارت خارجه بریتانیا به تاریخ ۲۵ سپتامبر ۱۹۸۰ / سوم مهر ۱۳۵۹ ، خبر از سفر بختیار به عراق در آستانه حمله نظامی عراق به ایران (۲۲ سپتامبر۱۹۸۰ /۳۱ شهریور۱۳۵۹ ) می‌دهد. در ادامه این گزارش عنوان شده که عراق از اپوزیسیون ایرانی خواسته تا در جبهه‌های نبرد پشت سر نیروهای عراقی حاضر شوند تا دول خود را در مناطق اشغالی تشکیل دهند.
روند این رایزنی‌ها در دیدارهای بعدی لرد جورج براون با مقامات عراقی، بختیار و اویسی در پاریس و مقامات وزارت خارجه بریتانیا ادامه یافت. معاون سابق وزیر خارجه بریتانیا، در آخرین روزهای اکتبر ۱۹۸۰ با صدام حسین و طارق عزیز معاون نخست‌وزیر عراق دیدار کرد. در بازگشت او از بغداد، سفارت بریتانیا در کویت دو گزارش در تاریخ ۲۹ و ۳۰ اکتبر/ هفتم و هشتم آبان، شمه‌ای از دیدار براون با مقامات عراقی را به لندن ارسال کرد.
در گزارش نخست، جورج براون بر اساس گفت و گو با سران عراق عنوان کرد که با توجه به مواضع ضدغربی خمینی و معتدل تر بودن صدام از این جهت، به صلاح حکومت بریتانیا است که با اپوزیسیون ایرانی برای سرنگونی حکومت تهران کمک کند. براون با تشبیه کردن اقدام احتمالی گروه بختیار و اویسی تأکید کرد که آنان می‌توانند به شیوه نهضت مقاومت ملی فرانسه در جنگ جهانی دوم، با همکاری با طرف مقابل ضمن استفاده از ضعف حکومت ایران، خوزستان را جدا کرده و حکومت خود را در آن جا شکل دهند.